# 페트로바츠 (스릅스카 공화국)

페트로바츠의 위치

페트로바츠(세르비아어: Петровац, Petrovac, 보스니아어: Petrovac, 크로아티아어: Petrovac)는 보스니아 헤르체고비나 서부에 위치한 도시로 면적은 154.9km2, 인구는 367명(2013년 기준), 인구 밀도는 2.4명/km2이다.
행정 구역상으로는 스릅스카 공화국에 속한다. 보스니아 전쟁 이후에 체결된 데이턴 협정에 따라 보산스키페트로바츠에서 분리되면서 스릅스카 공화국에 편입되었다.

## 같이 보기
- 스릅스카 공화국의 행정 구역